# Njombe Mjini
Njombe Mjini è una circoscrizione urbana (urban ward) della Tanzania situata nel distretto urbano di Njombe, regione di Njombe. Conta una popolazione di 26 678 abitanti (censimento 2012).